# Academia do Bacalhau
Academia do Bacalhau é uma Associação cívica sem fins lucrativos de actividades filantrópicas. A primeira academia foi criada em Joanesburgo numa comunidade portuguesa. Hoje existem diversas academias do bacalhau em várias cidades e continentes. Cada academia agrega o nome da cidade a que pertence ex. Academia do Bacalhau de Luanda. A recolha de fundos é normalmente obtida em jantares onde se serve bacalhau. Os símbolos são a bandeira e o badalo.
A 5 de junho de 2023, a Academia do Bacalhau de Joanesburgo foi agraciada com o grau de Membro-Honorário da Ordem do Mérito, de Portugal.